# We’re Not Gonna Take It
«We’re Not Gonna Take It» (рус. «Нам это не подходит») — песня американской глэм-метал-группы Twisted Sister с альбома Stay Hungry. Впервые была выпущена 27 апреля 1984 года на второй стороне сингла вместе с «You Can’t Stop Rock & Roll». Включающий её альбом вышел 10 мая. Сингл достиг 21 места в хит-параде Billboard Hot 100, став единственным синглом группы, вошедшим в Top 40. Песня вошла под номером 47 в список 100 величайших песен 1980-х годов и под номером 21 в VH1’s 100 Greatest One Hit Wonders 1980-х.

## О песне
Первое концертное исполнение состоялось в том же году в Сан-Бернардино вместе со многими другими композициями альбома Stay Hungry.
Автор песни, вокалист группы Ди Снайдер, отмечает в ней влияние творчества группы Slade. Замысел припева песни появился у него ещё в 1979 году под влиянием хитов «Cum on Feel the Noize» и «Mama Weer All Crazee Now» британской группы.
Песня примечательна также своим видеоклипом с элементами буффонады, снятым режиссёром Марти Каллнером, в котором отец семейства в исполнении Марка Меткалфа становится жертвой любви своего сына к группе Twisted Sister — его выбрасывает из окна ударной волной от громкой музыки, а члены группы наносят ему разнообразные побои. Полемика, вызванная этим видео, привела к образованию в 1985 году Parents Music Resource Center, став в списке «15 отвратительных» песен олицетворением насилия.
Альбом Stay Hungry, в который была включена песня, был назван в честь раннего фильма Арнольда Шварценеггера «Оставайся голодным» (1976). Впоследствии Шварценеггер использовал её в своей предвыборной кампании 2003 года. В президентской кампании 2012 года республиканский кандидат в вице-президенты Пол Райан использовал эту песню до тех пор, пока Ди Снайдер не запретил ему.

## Значение
В марте 2023 года группа авторов американского издания Rolling Stone включила данную песню в список «100 величайших хеви-метал песен всех времён». В этом рейтинге она заняла 81-ю позицию, заметку о ней составил Адриан Бегранд.